# Girolamo Cardano
Girolamo Cardano, även Hieronymus Cardanus, född 24 september 1501 i Pavia, död 21 september 1576 i Rom, var en italiensk uppfinnare och matematiker.

## Biografi
Cardano blev 1534 professor i matematik i Milano och 1562 i medicin i Pavia. Han uppehöll sig de sista åren av sitt liv i Rom. Det påstås, att han en gång avslog en inbjudan från kungen av Danmark att överta en professur i Köpenhamn, och att han tackade nej på grund av det hårda klimatet och landets religion. Enligt obekräftade uppgifter begick han självmord genom svält för att hans astrologiska beräkningar om sitt dödsår skulle stämma. Enligt beräkningarna skulle han inte leva till sin 75-årsdag.

## Rön och uppfinningar
Cardano offentliggjorde sina naturvetenskapliga rön och filosofiska åsikter främst i skrifterna De subtilitate libri XXI (1550) och De rerum varietate (1557). Han uppfann ett sätt att hänga upp föremål vid ett stöd, så att de inte deltar i stödets rörelser, så kallad cardansk upphängning, vilket är vanligt förekommande på fartyg för att hänga upp exempelvis kompasser och barometrar.
Cardano ritade 1545 en bild på en ledad roterande axel. Cardanos uppfinning, som sedan kom att kallas kardanknut, möjliggjorde att överföra en roterande kraft från en kraftkälla till en axel som inte ligger i rak linje med kraftkällans axel. Det är inte känt om Cardano framställde en fungerande modell, vilket dock Robert Hooke gjorde 1676.
Cardano publicerade lösningen av en tredjegradsekvation med en obekant, en så kallad kubisk ekvation, men han fick sannolikt idén till lösningen av matematikern Tartaglia, en lösning med imaginära tal. Lösningsformeln kallas dock ofta Cardanos formel, alternativt del Ferros formel. Lösningen publicerades i Cardanos mest berömda verk, Ars magna, 1545.

## Eftermäle
Månkratern Cardanus och asteroiden 11421 Cardano är uppkallade efter honom.